# الوارث (رواية)
الوارث هي رواية للكاتب والقاص خليل بيدس صدرت عام 1920. تعتبر أول رواية فلسطينية وثاني رواية عربية بعد رواية زينب للكاتب محمد حسين هيكل.

## عن الرواية
صدرت الوارث عام 1920، وبسبب نكبة عام 1948 فُقدت الرواية نهائياً حتى تمكن شابان فلسطينيان عام 2011 من إيجاد نسخة منها في إحدى الجامعات الإسرائيلية، فقاموا بتصويرها وإعادة نشرها رقمياً بعد 63 عام من صدور الطبعة الأولى. تدور أحداث الرواية في مصر حول شاب مسيحي (عزيز) وفتاة يهودية (إستير). بعد الحرب العالمية الأولى استقر العديد من اليهود في الجمهورية المصرية، فكانت إستير إحدى اليهوديات التي عاشت بالقاهرة وهي فنانة إستعراضية، باهرة الجمال، تتلاعب بالرجال وتمنح جسدها لمن يغدق عليها بالأموال والهدايا. أما عزيز الحلبي فهو من أسرة سورية شريفة هاجرت إلى الديار المصرية بعد حوادث سنة 1860، وهي ما يعرف "بمَقتلة الموارنة" التي جرت في لبنان وامتدت إلى حلب ودمشق، والتي نشأت عقب ثورة الفلاحين الموارنة على الإقطاعيين ومُلاك الأرض الدروز، فرد الدروز على ذلك بهجوم كاسح راح ضحيته حوالي عشرين ألفاً من الموارنة.

## قيل عنها
- كتب عادل الأسطة: ستظل رواية مهمة لدارسي الأدب الفلسطيني وقارئيه، ذلك أنها اللبنة الأولى في عمارة الفن الروائي الفلسطيني.
- رشيد الخالدي: الصهيونية لم تسرق أرض فلسطين وتهجر شعبها فقط، بل حاولت سرقة وإبادة ثقافته وأدبه. إن إعادة إحياء التراث الأدبي قبل نكبة 48 هو جزء من حق الشعب الفلسطيني.
- سليم تماري: بداية مثيرة لرحلة الرواية العربية في فلسطين، والحصول عليها بعد فترة ضياع وإعادة نشرها يوفر كنزاً للباحث والقارئ العربي.
- حسن البطل: الوارث كلاسيكية أخلاقية، هي بنت الروايات العالمية في عصرها، وأم الروايات الفلسطينية.[2][5]